# Luciano Asley Rocha Carlos
Luciano Asley Rocha Carlos (nacido el 19 de junio de 1977) es un exfutbolista brasileño que se desempeñaba como centrocampista.
Jugó para clubes como el Oita Trinita y Sagan Tosu.

## Trayectoria

### Clubes
| Club         | País  | Año         |
| ------------ | ----- | ----------- |
| Oita Trinita | Japón | 2000 - 2001 |
| Sagan Tosu   | Japón | 2000        |

## Estadística de carrera

### J. League
| Club         | Año   | J. League | J. League | Copa J. League | Copa J. League | Total | Total |
| Club         | Año   | Part.     | Goles     | Part.          | Goles          | Part. | Goles |
| ------------ | ----- | --------- | --------- | -------------- | -------------- | ----- | ----- |
| Oita Trinita | 2000  | 7         | 1         | 0              | 0              | 7     | 1     |
| Sagan Tosu   | 2000  | 15        | 9         | 0              | 0              | 15    | 9     |
| Oita Trinita | 2001  | 9         | 1         | 0              | 0              | 9     | 1     |
| Total        | Total | 31        | 11        | 0              | 0              | 31    | 11    |